# Мы встретились в виртуальной реальности
«Мы встретились в виртуальной реальности» (англ. We Met in Virtual Reality) — британский независимый документальный фильм, вышедший в 2022 году, целиком снятый в компьютерной игре в виртуальной реальности VRChat режиссёром и автором сценария Джо Хантингом во время пандемии коронавируса. Съёмки начались в декабре 2020 и закончились в 2021 году; для них использовались внутриигровая камера и специальное расширение — VRCLens. Премьера состоялась 21 января 2022 года на 38-м кинофестивале «Сандэнс».
Сюжет складывается из нескольких взаимосвязанных документальных киноновелл, повествующих о жизни людей, проводивших большую часть своего времени в играх в виртуальной реальности и в метавселенных в период самоизоляции на фоне пандемии COVID-19, об их игровом опыте в виртуальной реальности и жизненных переживаниях.
Фильм получил в целом положительные отзывы критиков: они подмечали уникальную атмосферу душевности и интимности, драматическую и юмористическую составляющие и общую простоту нарратива, но в то же время обращали внимание на частые отвлекающие подлагивания и обрывистость движений, а также то, что в фильме не поднимаются проблемы и замалчиваются отрицательные стороны игры и её сообщества, такие как домогательства, сексизм, травля, не поднимается вопрос о негативном влиянии виртуальной реальности на людей.

## Сюжет
Сюжет состоит из нескольких связанных между собой документальных киноновелл, повествующих о жизни людей, проводивших большую часть своего времени в играх в виртуальной реальности во время самоизоляции на фоне пандемии COVID-19, об их игровом опыте в виртуальной реальности и жизненных переживаниях. Фильм начинается со знакомства с ключевыми персонажами. Розововолосая Jenny в коротком джинсовом комбинезоне преподаёт американский язык жестов всем желающим. Ray_is_Deaf, страдающая глухотой, тоже преподавательница амслена, с помощью жестов рассказывает о том, как игра помогла ей справиться с переживаниями, связанными с самоубийством родного брата. В одной из сцен она вместе с Jenny в честь него зажигает и запускает в небо жёлтый китайский фонарик. Две пары влюблённых: первая — DustBunny и Toaster, вторая — DragonHeart и IsYourBoi, сыгравшие в фильме виртуальную свадьбу, — планируют продолжить свои близкие отношения уже вне виртуального мира. DustBunny посещает уроки танца живота Toaster, затем они репетируют свою встречу в реальной жизни, которая планируется после того, как закончится пандемия, посещают виртуальные аэропорт и кабину самолёта, на котором «отправляются» друг к другу. Toaster сообщает о том, что страдала от тревоги и два года играла, ни с кем не общаясь, до того как встретила DustBunny. IsYourBoi же делится тем, как она справлялась со смертью одного из членов семьи и со своим алкоголизмом, найдя утешение в виртуальной реальности. В фильме показаны несколько уроков языка жестов Jenny и фитнес-танцев DustBunny, торжественные мероприятия и вечеринки, а также вождение автомобиля, посещение виртуального Парка Юрского периода и стриптиз-клуба. Также в фильме участвуют игроки с аватарами хот-дога, гремлина и другие. Многие персонажи в своих внутриигровых интервью попеременно делятся тем, что любят игру в том числе за то, что чувствуют в ней свою защищённость и безопасность, так как могут встречаться, общаться с другими людьми и выступать на публике без риска заразиться коронавирусом, а также свободно выражать свой гендер и знакомиться и проводить время с людьми из разных уголков планеты.

## Создание
«Я, по сути, жил в виртуальной реальности во время пандемии. <...> Я запечатлел несколько историй, которые, как мне кажется, очень красноречиво говорят о том, как мы можем общаться в онлайне, самовыражаться и находить друзей в то время, когда в реальности мы были гораздо более ограничены».
«Мы встретились в виртуальной реальности» стал первым полнометражным фильмом, полностью снятым в компьютерной игре для устройств виртуальной реальности VRChat, в которой пользователи взаимодействуют с другими «вживую», управляя своими трёхмерными моделями — аватарами — в реальном времени. Джо Хантинг задумывал снять какой-нибудь документальный фильм о виртуальной реальности задолго до начала пандемии; до этого режиссёр уже имел опыт съёмок в играх в виртуальной реальности, создав несколько короткометражных фильмов, а также работал в качестве фотографа на мероприятиях, проходивших в виртуальной реальности. Съёмки полнометражного фильма начались в декабре 2020 года и длились, по разным сведениям, от года до 14 месяцев, в течение которых Хантинг проводил около 15 часов в неделю в VRChat; съёмки проходили во время пандемии COVID-19, ставшей причиной массовой самоизоляции, что в свою очередь повлияло на рост популярности игр в виртуальной реальности. Около года Хантинг проводил время в игре в виде аватара, внедряясь в различные субкультуры, заводя с ними дружбу и активно сотрудничая с ними, от первого лица записывал на камеру их повседневную внутриигровую деятельность; кроме этого, он брал интервью у некоторых представителей, что впоследствии вошло в фильм, и ненавязчиво снимал всё происходящее со стороны, как простой свидетель событий, в стиле «мухи на стене», стараясь не вмешиваться в события, запечатлеть их в том первозданном виде, в котором они происходят. Интернет-изданию IndieWire Хантинг рассказал: «Это совершенно другой мир. Именно это я и хотел исследовать — не то, каково это — впервые в нём оказаться, а именно исследовать сообщество, которое уже сложилось». Для съёмок в игре использовались встроенная внутриигровая камера и специальное расширение VRCLens.

## Премьера
Премьера фильма состоялась 21 января 2022 года на 38-м кинофестивале «Сандэнс». Фильм был выпущен в эфир компанией HBO 27 июля 2022 года и затем транслировался на сервисе HBO Max.

## Критика
Фильм получил в основном положительные отзывы критиков: рейтинг на сайте Rotten Tomatoes составил 94 %, 34 из 36 рецензий критиков были положительными; консенсус подметил «визуально яркий подход к исследованию взаимодействия людей в виртуальной реальности». На Metacritic «Мы встретились в виртуальной реальности» получил оценку 78 из 100 на основе 11 рецензий. Аурора Эмидон из Paste охарактеризовала фильм как «совершенно оригинальное и абсолютно новаторское начинание, скромное исследование увлекательного и малоизученного сообщества», но при этом обратила внимание на то, что режиссёр обходит стороной отрицательные аспекты VRChat, такие как разного рода домогательства и часто встречающийся сексизм, и не поднимает вопрос о том, может ли виртуальная реальность сделать людей ещё более замкнутыми или одинокими.
По мнению Ноэла Мюррея из Los Angeles Times, дизайн героев фильма и декораций «поражает воображение», а нередкие подлагивания движений и изображения «только придают больше шарма обыденным беседам игроков»; режиссёр просто свободно бродит по ярким фантастическим мирам VRChat, по пути встречая причудливых существ, «без сухих интервью экспертов» и «прямых сравнений реальной и виртуальной жизней игроков». Эшли Бэрдхэн из Kotaku также обратила внимание на подлагивания и прерывистость движений, заявив, что в отличие от тех, кто уже знаком с игрой, более широкую аудиторию может отпугнуть обилие глюков. По её мнению, технические недочёты отвлекают от происходящего в фильме, от отношений между людьми: «Во время проходившей вечеринки мне понравилось наблюдать за весельем, кроликами и группой „горячих“ девушек, но меня смутили руки, проходящие сквозь бокалы с пивом». Дрю Грегори из Autostraddle утверждает, что фильм «не смог показать, в чём привлекательность этой виртуальной платформы» и что «даже 90 минут, проведённых в этом мире, показались утомительными». Дэниел Финберг из The Hollywood Reporter заметил, что при просмотре «очень быстро забываешь, что два обнимающихся человека имеют рога и хвосты и что самолёт, на котором они летят, не существует».
Джош Фландерс из Chicago Reader писал, что фильм «передаёт дух приключений и необычайную интимность» и «обнажает искренность, общность и крепкие связи, образовавшиеся во время пандемии COVID-19». Анджела Уотеркаттер в Wired в целом положительно отозвалась о фильме, но в то же время критиковала его за то, что не были рассмотрены возможное будущее VRChat и подобных платформ и последствия «прихода компаний из Big Tech», а также не поднималась тема последствий «продолжительного проживания эмоций в виртуальной реальности» и «возможного присутствия домогательств и травли» для психики. По словам Николаса Раполда из New York Times, в фильме преобладает «милая и нежно-дурашливая атмосфера», вместе с тем показано, как виртуальная реальность может изменить жизнь, помогая избавиться от депрессии, алкоголизма и чувства скорби и получить признание других. Показывая, как многие люди осуществляют свои мечты, фильм «убеждает, что иногда мечта — просто быть самим собой».